# Вила-Верде-душ-Франкуш
Вила-Верде-душ-Франкуш (порт. Vila Verde dos Francos) — населённый пункт и район в Португалии, входит в округ Лиссабон. Является составной частью муниципалитета Аленкер. По старому административному делению входил в провинцию Эштремадура. Входит в экономико-статистический субрегион Оэште, который входит в Центральный регион. Население составляет 1290 человек на 2001 год. Занимает площадь 28,02 км².
Покровителем района считается Дева Мария (порт. Maria).